# 伊斯頓 (緬因州)
伊斯頓（英語：Easton）是一個位於美國緬因州阿魯斯圖克縣的市鎮。

## 人口
根據2020年美國人口普查的數據，伊斯頓的面積為100.83平方千米，當中陸地面積為100.26平方千米，而水域面積為0.57平方千米。當地共有人口1320人，而人口密度為每平方千米13人。